# Mandejczycy
Mandejczycy (Mandejski: ࡌࡀࡍࡃࡀࡉࡉࡀ) (arab. ‏المندائيون‎, al-Mandāʾiyyūn), znani również jako Nazorejczycy lub Sabejczycy to grupa etniczno-religijna wyznawców Mandaizmu pierwotnie posługujących się własnymi językiem oraz alfabetem. Ich ziemią ojczystą są Irak i Iran, jednakże z powodu inwazji dokonanej przez koalicję państw zachodu w roku 2003 większość Mandejczyków zmuszona była opuścić pierwszy kraj. Uchodźcy i imigranci stworzyli nowe społeczności za granicą, przede wszystkim w Australii, Szwecji i Stanach Zjednoczonych, a także zasilając istniejące wówczas grupy w Iranie.

## Etymologia nazwy
Nazwa Mandejczycy wywodzi się od aramejskiego słowa manda oznaczającego poznanie czy gnozę. Inne słowo z tego samego języka, nazor (co znaczy: przestrzegać), to pochodzenie drugiej nazwy tej społeczności - Nazorejczycy.
Pozostałe nazwy którymi określani są wyznawcy mandaizmu używane były przez Arabów. Również aramejskie pochodzenia posiada słowo sabi'un (aramejski: chrzcić) od którego wziął się termin Sabejczycy, czasami rozszerzany do Mandejskich Sabejczyków. Od wielu wieków funkcjonuje też powiązany z praktykami religijnymi tejże grupy arabski termin al-mughtasila (arabski: ci którzy się obmywają).

## Mandejczycy na świecie
Dokładna liczba żyjących obecnie Mandejczyków pozostaje bliżej nieznana. Ze względu na rozproszenie grupy, ich szacowana liczba waha się od 10 do 100 tysięcy globalnie.

### Irak
Oryginalnie Mandejczycy żyli przeważnie w Iraku, pomiędzy rzekami Tygrys i Eufrat na terenach podmokłych, a także w Bagdadzie. Z ich dawnych domów Mandejczyków wyrzucił w dużej mierze plan osuszania bagien w tej części kraju realizowany przez władze baasistowskie od roku 1991. Wówczas był to jeden z oryginalnych powodów emigracji znaczącej części członków tejże społeczności za granicę do Syrii, Jordanii i dalej, na zachód. Dalsze prześladowania ze strony rządu partii Baas, odsunięcie od spraw publicznych, przymusowa służba wojskowa czy dyskryminacja na każdym kroku, doprowadziły tylko do ucieczki większej ilości przedstawicieli tej społeczności z ich historycznych ziem. Upadek rządów Husajna, inwazja, a następnie okupacja, Iraku w roku 2003 pogorszyła sytuację jeszcze bardziej, pozostawiając cały kraj w chaosie w którym różne grupy zbrojne walczyły z okupantami i sobą nawzajem, wyniszczając w dużej mierze tradycyjne społeczności. Mandejczycy, jako grupa pokojowa, nie organizowali żadnych bojówek aby stawiać opór czy usiłować zyskać cokolwiek w całym zamieszaniu, stając się jeszcze bardziej narażeni na wszelakie pogwałcenia. Przedstawiciele różnych mniejszości, wliczając Mandejczyków, ratowali się ucieczką - do sąsiedniego Iranu, lub dalej, poza Bliski Wschód.

### Iran
Mandejczycy zamieszkiwali irański Chuzestan od wieków, jednak społeczność ta bardzo ucierpiała, malejąc, tracąc na znaczeniu oraz zatracając znaczącą część swojej tożsamości religijno-kulturowej wskutek rewolucji i radykalizacji społeczeństwa Iranu w następnych dekadach. Dokładna ilość Mandejczyków przebywających w Iranie nie jest znana. W roku 2009 Associated Press szacowało, że jest ich tam 5-10 tysięcy, zaś w roku 2011 Al Arabiya stwierdziła, że na terenie Iranu żyje nawet 50-60 tysięcy Mandejczyków, którzy pomimo tego nie posiadają żadnej reprezentacji w parlamencie irańskim.
Historycznie pokolenia Mandejczyków zajmowały się złotnictwem oraz budową łodzi, żyjąc w pokoju obok Persów i Arabów, wszystko jednak zmieniło się wraz z upadkiem szacha w 1979 i rozpoczęciem prześladowań religijnych. Od tego czasu Mandejczykom nie wolno jawnie uprawiać swojej religii, odprawiać obrzędów czy nawet rozmawiać o niej. Poskutkowało to emigracją licznych irańskich Mandejczyków do innych krajów, jak chociażby Stanów Zjednoczonych, które w 2002 roku przyznały im ochronę. Szacuje się, że liczba Mandejczyków którzy opuścili swój kraj od tego czasu to około tysiąc osób.
Pomimo tego, liczba Mandejczyków zamieszkujących Iran zwiększyła się tylko od nastania XXI wieku, w związku z napływem Mandejczyków irackich po roku 2003.

### Diaspora Szwedzka
Ze względu na przychylne podejście szwedzkiego prawa względem uchodźców z Iraku wielu Mandejczyków wybrało to państwo jako nowy dom. Szwedzcy Mandejczycy, tak jak i w innych miejscach na świecie, obawiają się dalszego zatracenia swojej kultury ze względu na rozproszenie spowodowane przez emigrację. W położonym w Skanii Dalby w roku 2018 powstało nawet Mandi, świątynia Mandaizmu.

### Diaspora Australijska
Australia jest jednym z głównych skupisk społeczności Mandejczyków w dzisiejszych czasach. Większość australijskich Mandejczyków zamieszkuje Sydney.

### Diaspora Amerykańska
Większość Mandejczyków mieszkających w USA pochodzi z Iranu, a obecnie żyje w dużych miastach, jak chociażby położone w Teksasie Austin i San Antonio, a także Nowy Jork i Detroit. Mandean Society of America posiada zaś swoją siedzibę w New Jersey. Za największe skupisko tej rozproszonej grupy narażonej na zaniknięcie w związku z rozbiciem i niewielką ilością samych Mandejczyków uznawane jest położone w Massachusetts Worcester.

## Religia
Mandejczycy uważają swoją wiarę za najstarszą na świecie religię monoteistyczną. Koran opisuje ich tuż obok Żydów i Chrześcijan jako tak zwany Lud Księgi, ze względu na posiadanie najświętszego tekstu w postaci trzech ksiąg: Ginza (Skarb) określana też jako Sidra Rabba (Wielka Księga), Sidra d-Jahja (Księga Jana), a także Qulasta (Zbiór) w której licznych tekstach centralną rolę odgrywa postać Jana Chrzciciela. Jest to dualistyczna religia gnostyczna w której wiele rytuałów obraca się wokół aktu chrztu oraz rzek nad którymi oryginalnie osiedlali się wyznawcy Mandaizmu.

## Język
Tradycyjnie Mandejczycy posługiwali się swoim własnym językiem, który obecnie sprowadzony został jedynie do roli języka liturgicznego. Nowo-mandejski (nazywany ratna, co oznacza gwara) pozostaje w ograniczonym użyciu w życiu codziennym Mandejczyków irańskich oraz z diaspory. Przeważnie porozumiewają się oni jednak w dzisiejszych czasach w językach państw które zamieszkują, takimi jak perski i arabski.